# Ais kacang

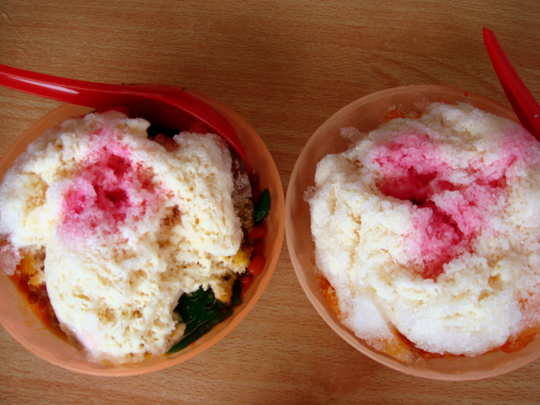
Ais kacang.

El ais kacang (en chino tradicional, 紅豆冰; literalmente, ‘helado de judía azuki’) es un postre consumido en Malasia y Singapur. También se conoce popularmente como air batu campur en Malasia (air batu significa literalmente ‘piedra de agua’, es decir ‘helado’, y campur, ‘mezclado’). Tiene un sabor dulce y consiste principalmente en hielo servido con sirope aromatizado dulce.
Tradicionalmente se usa una máquina especial de hielo para producir masivamente el hielo raspado usado en el postre.
Antiguamente se hacía solo con hielo raspado y judía azuki. Actualmente el ais kacang viene en colores brillantes, y con diferentes aderezos y frutas de cóctel. También se han traducido algunas variedades que contienen aloe vera en una u otra forma, como en gelatina. A menudo una ración grande de attap chee (semilla de palmera), judía azuki, maíz dulce, jalea de hierba, cubos de agar-agar y cendol forman la base. Se vierte leche evaporada, condensada o de coco sobre el montón de hielo. Para complacer el paladar del cliente moderno, algunos puestos han introducido incluso complementos novedosos, como durian, sirope de chocolate y helado. También hay versiones que evitan el sirope multicolor y se sirven solo con un chorro de jarabe de gula melaka (azúcar de palma).
Muchas cafeterías hawker centres y food courts del sureste asiático ofrecen este postre.